# Johannes Steurer
Johannes Steurer (* in Lauingen) ist ein deutscher Ingenieur.

## Leben
Steurer promovierte an der Technischen Universität München am Lehrstuhl für Nachrichtentechnik und war von 1985 bis 1992 Akademischer Rat auf Zeit an der TU München.
Im Jahr 2002 wurden Franz Kraus, Steurer und Wolfgang Riedel von der Filmakademie mit einer Oscar-Plakette für Wissenschaft und Entwicklung ausgezeichnet. 2012 erhielt das Trio Kraus, Steurer und Riedel einen Academy Award of Merit in Form eines Oscars für die Konzeption und Entwicklung des Filmrecorders Arrilaser. 2014 erhielt Steurer die Oskar-Messter-Medaille.